# 10157 Асаґірі
10157 Асаґірі (10157 Asagiri) — астероїд головного поясу, відкритий 27 листопада 1994 року.
Тіссеранів параметр щодо Юпітера — 3,530.